# Chondrodendron tomentosum
Chondrodendron tomentosum là một loài thực vật có hoa trong họ Biển bức cát. Loài này được Ruiz & Pav. mô tả khoa học đầu tiên năm 1798.
Chất độc thần kinh có nguồn gốc thực vật như curare được điều chế từ thực vật này. Nó được thổ dân Nam Mỹ sử dụng tẩm vào mũi tên để săn bắn động vật.